# Batalla de San Gavino
La batalla de San Gavino va ésser la primera de les confrontacions entre el Jutjat d'Arborea i la República de Pisa durant la conquesta aragonesa de Sardenya per part de la Corona d'Aragó.

## Antecedents
L'illa de Sardenya, sotmesa a la influència mercantil de pisans i genovesos, estava dividida en quatre senyories (anomenades giudicati), de les quals tres estaven gairebé sota control dels pisans i la quarta, la dels Arborea, hi tenia una aliança estreta. Les dificultats de les finances reials després de les guerres per Sicília (fins a 1295), els conflictes amb la Corona de Castella per les terres de Múrcia i Alacant (1296-1304) i el fracàs d'una temptativa de conquesta d'Almeria (1309) expliquen el retard de Jaume el Just a l'hora de materialitzar la conquesta de Sardenya, de la qual havia obtingut la infeudació del papa (Roma, 1297).
En les Corts de Girona de 1321 Jaume el Just aconseguí que Sanç I de Mallorca oferís vint galeres, dos-cents cavalls, i un bon nombre de peons per emprendre la conquesta aragonesa de Sardenya i després, va viatjar als regnes d'Aragó i de València, d'on també va rebre ajuda.

## Desenvolupament tàctic
Hug II d'Arborea, que reclamava un terç del Jutjat de Càller, que els pisans no estaven disposats a cedir, i va passar a l'acció, vencent l'11 d'abril de 1323 amb una tropa de mercenaris privats als pisans a San Gavino Monreale, en una zona fronterera, en la que moriren mil pisans.

## Conseqüències
Els pisans es van replegar a Esglésies i Càller, i Hug II d'Arborea va demanar ajut a Jaume el Just.
Dalmau VII de Rocabertí s'avançà al gros dels expedicionaris amb 200 cavallers i 2000 infants per ajudar Hug II d'Arborea, prenent Quart i assetjant el castell de Càller i el 12 de juny la flota de la Corona d'Aragó arriba a Sardenya, Les forces aragoneses es van dirigir a Esglésies, amb un castell i mines de plata importants per als pisans, que estava sent assetjada per Hug II d'Arborea, que es rendí el 7 de febrer de 1324.
El 29 de febrer l'infant Alfons per terra i l'almirall Francesc Carròs i de Cruïlles per mar, derroten als pisans a la batalla de Lucocisterna, tot i que Manfredi della Gherardesca i mig miler d'homes aconseguiren arribar al castell, mentre la resta dels pisans es dispersava. El 19 de juny, es signa la capitulació, segons la qual Pisa cedeix a Jaume el Just tots els drets sobre Sardenya tret de Càller. Finalment, després de la derrota de pisans i genovesos a la batalla naval de Càller, van haver de cedir la darrera ciutat que conservaven.